# Chuyến bay 9268 của Metrojet
Chuyến bay 9268 của Metrojet là một chuyến bay của hãng hàng không Nga Metrojet khởi hành từ Sân bay quốc tế Sharm el-Sheikh, chiếc máy bay đã bị rơi tại miền trung bán đảo Sinai vào lúc 4:13 UTC ngày 31 tháng 10 năm 2015. Máy bay thuộc phiên bản Airbus A321-231 của dòng Airbus A320 chở 217 hành khách (bao gồm 25 trẻ em) và 7 thành viên phi hành đoàn. Hầu hết người có mặt trên chuyến bay là người Nga, chủ yếu là khách du lịch.
Toàn bộ 224 người có mặt trên chuyến bay đã thiệt mạng, khiến đây là vụ rơi máy bay thảm khốc nhất trong lịch sử hàng không Nga cũng như trong lãnh thổ Ai Cập. Đây cũng là vụ tai nạn làm thiệt mạng nhiều nhất liên quan tới dòng Airbus A320.

## Máy bay
Chiếc Airbus A321-231 do AerCap (trụ sở ở Dublin) sở hữu và cho thuê, tại thời điểm tai nạn nó đã được 18 năm. Chiếc máy bay được giao cho hãng Middle East Airlines vào tháng 5 năm 1997. Sau đó nó được chuyển cho Onur Air, Saudi Arabian Airlines trước khi Kolavia tiếp nhận vào tháng 4 năm 2012 rồi Metrojet vào tháng 5. Máy bay có hai động cơ IAE V2533 và có thể chở hơn 220 hành khách hạng phổ thông. Chiếc máy bay đã thực hiện gần 21.000 chuyến bay với tổng cộng 56.000 giờ bay.

## Hành trình bay
Chuyến bay 9268 cất cánh rời Sharm el-Sheikh đi Sankt-Petersburg lúc 5:51 sáng (giờ địa phương), tức 7:51 sáng (giờ Việt Nam) với 217 hành khách và bảy thành viên phi hành đoàn. Tổ lái đã không liên lạc với Cơ quan Kiểm soát Không lưu của Síp 23 phút sau đó. Cục Hàng không Liên bang Nga xác nhận chuyến bay đã biến mất khỏi màn hình radar. Lúc đầu, trưởng cơ quan điều tra tai nạn hàng không Ai Cập, ông Ayman al-Muqqadam cho biết "Hãng hàng không... nói rằng chiếc phi cơ mất liên lạc vẫn an toàn và đã liên lạc với cơ quan không lưu Thổ Nhĩ Kỳ khi nó bay qua không phận nước này". Hệ thống thông tin chuyến bay Flightradar24, thông qua tài khoản Twitter cũng loan báo rằng: "Chưa có xác nhận máy bay đã rơi. Máy bay đã giảm độ cao 5.000 feet (khoảng 1.500 m) trước khi mất liên lạc".
Truyền thông Nga tiết lộ phi công có thể đã thông báo trục trặc kỹ thuật và yêu cầu hạ cánh tại sân bay gần nhất trước khi máy bay mất tích, nhưng giới chức Ai Cập không xác nhận điều này. Các nguồn tin khác lại khẳng định cơ trưởng không hề gửi có tín hiệu báo khẩn nguy. Trong cùng ngày, Bộ Hàng không Dân dụng Ai Cập ra thông cáo chính thức về vụ tai nạn, theo đó, khi chuyến bay biến mất khỏi màn hình radar của nước này, nó đang ở cao độ 31.000 feet (9.400 m), sau khi đã giảm độ cao hơn 5.000 ft chỉ trong một phút. Flightradar24 đưa ra số liệu gần như tương tự: hãng này xác định chiếc máy bay đã nâng độ cao lên 33.500 ft khi đang bay với vận tốc 404 knot (748 km/h) trước khi đột ngột hạ xuống mức 28.375 ft (8.649 m) với tốc độ chỉ 62 knot (115 km/h) trên khu vực cách thị trấn Nekhel 50 km về phía đông bắc rồi mới mất tín hiệu. Địa điểm mất tích ở miền Trung bán đảo Sinai có thời tiết khá xấu, khiến cho các đội tìm kiếm cứu hộ khó tiếp cận được hiện trường.
Hãng tin Reuters dẫn lời một quan chức an ninh tại hiện trường cho biết chiếc phi cơ đã bị phá huỷ hoàn toàn. Nhiều mảnh vỡ từ chiếc máy bay đã được tìm thấy tại khu vực gần thành phố Arish, bán đảo Sinai. Theo khảo sát, các mảnh vỡ nằm rải rác xung quanh một khu vực rộng tới gần 20 km vuông, phần đầu máy bay nằm cách phần được cho là đuôi máy bay đến 5 km. Vị trí phân bố các mảnh vỡ cho thấy chiếc phi cơ có thể đã vỡ tan trên không trung trước khi rơi xuống đất.

### Phản ứng
Ngay sau khi máy bay mất liên lạc, Cơ quan quản lý Không lưu châu Âu Eurocontrol ra khuyến cáo yêu cầu các hãng hàng không khai thác chặng bay này chuyển hướng ra khỏi bán đảo Sinai vì các vấn đề kỹ thuật. Ngay sau đó, thông báo trên đã được sửa chữa.

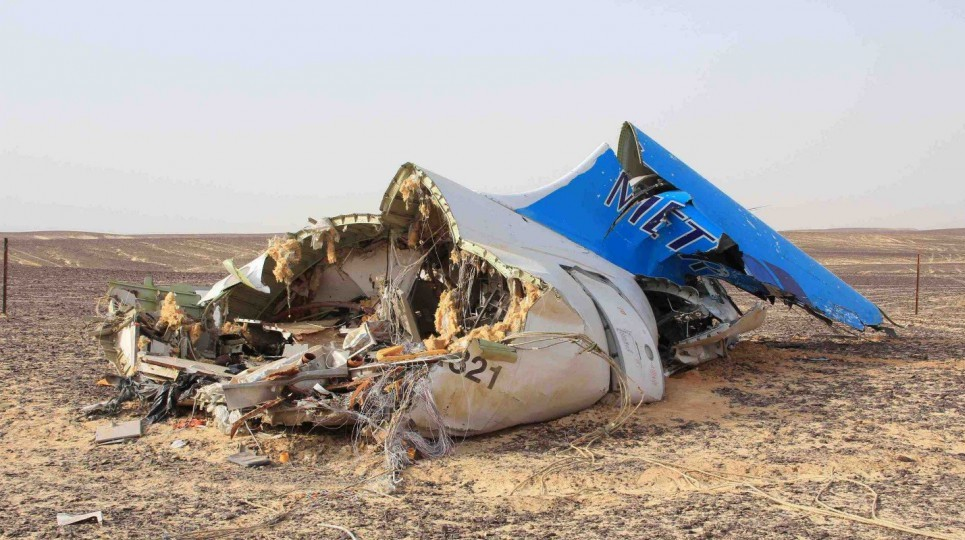
Phần đuôi của chiếc máy bay xấu số

Nhà chức trách Ai Cập xác định ngay địa điểm tai nạn gần Al Housna, cách Sharm el Sheik 300 km về phía bắc. Năm xe cứu hoả cũng được gửi đến hiện trường vụ tai nạn. Lúc 18:40 giờ địa phương, lực lượng cứu nạn đã tìm thấy thi thể 17 trẻ em cùng với hộp đen của máy bay tại hiện trường. Đại sứ quán Nga tại Ai Cập nhanh chóng thiết lập một đường dây nóng để trao đổi thông tin về vụ tai nạn máy bay.

### Nga
Nga cho biết những mối liên hệ hàng không với Ai Cập vẫn sẽ bị gián đoạn "mấy tháng tới" do lo ngại về tình hình an ninh tại những sân bay của Ai Cập. Chánh văn phòng Điện Kremlin Sergei Ivanov, được các hãng tin của Nga dẫn lời hôm thứ Ba, cho biết Cairo phải cải thiện an ninh tại thành phố du lịch Sharm el-Sheikh ở bán đảo Sinai, cũng như ở Cairo và thành phố du lịch bên Biển Đỏ, Hurghada.

## Nguyên nhân
Theo giám đốc Cơ quan an ninh liên bang Nga (FSB) Aleksandr Bortnikov, qua thông báo cho Tổng thống Vladimir Putin, chiếc máy bay chở khách A321 rơi ở Sinai, Ai Cập sáng 31-10 là do bị khủng bố đánh bom. Ông cho biết quả bom phát nổ trên máy bay là bom tự chế với sức công phá tương đương 1,5 kg TNT. Nga cũng công bố phần thưởng trị giá 50 triệu USD cho những ai cung cấp thông tin về những kẻ khủng bố.
Cơ quan an ninh Ai Cập cũng đã cho biết, nhà chức trách đã bắt giữ 2 nhân viên Cảng hàng Không quân tế Sharm al Sheikh vì tình nghi hỗ trợ những tên khủng bố gài bom máy bay Nga.